# Morten Konradsen
Morten Ågnes Konradsen (Bodø, 3 maggio 1996) è un calciatore norvegese, centrocampista del Ranheim.

## Biografia
È il fratello di Anders Konradsen, anch'egli calciatore professionista.

## Carriera

### Club
Konradsen è cresciuto nelle giovanili del Bodø/Glimt. Ha esordito in prima squadra il 1º maggio 2012, schierato titolare nella vittoria esterna per 0-5 sul Tverlandet, sfida valida per il primo turno del Norgesmesterskapet: nello stesso incontro, ha trovato una delle reti in favore del Bodø/Glimt.
Il debutto in 1. divisjon è arrivato l'anno successivo, precisamente in data 21 aprile 2013: ha sostituito Ulrik Berglann nel 3-0 inflitto all'Elverum. Al termine di quella stessa stagione, il Bodø/Glimt ha centrato la promozione in Eliteserien.
Il 13 aprile 2014 ha pertanto giocato la prima partita nella massima divisione locale, quando è subentrato a Papa Alioune Ndiaye nella vittoria per 4-2 sul Sogndal. Il 9 novembre ha trovato il primo gol in Eliteserien, nel successo per 3-2 sul Viking.
Al termine del campionato 2016, il Bodø/Glimt è retrocesso in 1. divisjon.
Il 31 luglio 2017, Bodø/Glimt e Rosenborg hanno trovato un accordo per il trasferimento del calciatore, soggetto al buon esito delle visite mediche di rito. Il 2 agosto, Konradsen ha firmato ufficialmente per il nuovo club, a cui si è legato fino al 31 dicembre 2020. Ha esordito in squadra il successivo 14 ottobre, sostituendo Samuel Adegbenro nella vittoria per 0-3 arrivata sul campo del Tromsø. Il 2 novembre ha giocato la prima partita nelle competizioni europee per club: è stato schierato titolare nel pareggio casalingo per 1-1 contro lo Zenit San Pietroburgo, sfida valida per la fase a gironi dell'Europa League 2017-2018.
Il 4 novembre 2017, il Rosenborg si è laureato campione di Norvegia per la 25ª volta nella sua storia: senza scendere in campo, a causa della sconfitta casalinga del Molde secondo in classifica, contro il Kristiansund, la squadra si è garantita il successo finale con 3 partite di campionato ancora da disputare. È stato il primo titolo nazionale vinto da Konradsen.
Il 15 agosto 2018 ha fatto ritorno al Bodø/Glimt, a titolo definitivo: ha siglato un accordo triennale. Il 3 ottobre 2020 ha prolungato l'accordo con il club, fino al 31 dicembre 2023.
Il 5 dicembre 2023 è stato annunciato il suo passaggio all'Haugesund a parametro zero, a cui si è legato con un contratto triennale. Ha rescisso l'accordo il 26 luglio 2025.
Il 16 agosto 2025 ha firmato un contratto valido fino al termine della stagione con il Ranheim.

### Nazionale
Konradsen ha rappresentato la Norvegia a livello Under-15, Under-16, Under-17, Under-18, Under-19 e Under-21. Per quanto concerne quest'ultima selezione, ha esordito in data 17 novembre 2015: è subentrato ad Anders Trondsen nel pareggio per 0-0 contro l'Irlanda, in amichevole. Il 27 marzo 2018 ha disputato la prima partita nelle qualificazioni al campionato europeo Under-21 2019, schierato titolare nella vittoria per 1-3 contro Israele, a Tel Aviv.

## Statistiche

### Presenze e reti nei club
Statistiche aggiornate al 16 agosto 2025.
| Stagione          | Club              | Campionato        | Campionato | Campionato | Coppe nazionali | Coppe nazionali | Coppe nazionali | Coppe continentali | Coppe continentali | Coppe continentali | Supercoppe | Supercoppe | Supercoppe | Totale | Totale |
| Stagione          | Club              | Comp              | Pres       | Reti       | Comp            | Pres            | Reti            | Comp               | Pres               | Reti               | Comp       | Pres       | Reti       | Pres   | Reti   |
| ----------------- | ----------------- | ----------------- | ---------- | ---------- | --------------- | --------------- | --------------- | ------------------ | ------------------ | ------------------ | ---------- | ---------- | ---------- | ------ | ------ |
| 2012              | Bodø/Glimt        | 1D                | 0          | 0          | CN              | 1               | 0               | -                  | -                  | -                  | -          | -          | -          | 1      | 0      |
| 2013              | Bodø/Glimt        | 1D                | 10         | 0          | CN              | 2               | 1               | -                  | -                  | -                  | -          | -          | -          | 12     | 1      |
| 2014              | Bodø/Glimt        | ES                | 16         | 1          | CN              | 4               | 1               | -                  | -                  | -                  | -          | -          | -          | 20     | 2      |
| 2015              | Bodø/Glimt        | ES                | 27         | 4          | CN              | 2               | 1               | -                  | -                  | -                  | -          | -          | -          | 29     | 5      |
| 2016              | Bodø/Glimt        | ES                | 12         | 0          | CN              | 1               | 0               | -                  | -                  | -                  | -          | -          | -          | 13     | 0      |
| gen.-ago. 2017    | Bodø/Glimt        | 1D                | 0          | 0          | CN              | 2               | 0               | -                  | -                  | -                  | -          | -          | -          | 2      | 0      |
| ago.-dic. 2017    | Rosenborg         | ES                | 4          | 0          | CN              | 2               | 0               | UEL                | 2                  | 0                  | SN         | -          | -          | 6      | 0      |
| gen.-ago. 2018    | Rosenborg         | ES                | 1          | 0          | CN              | 3               | 0               | UCL+UEL            | 0                  | 0                  | SN         | 1          | 0          | 5      | 0      |
| Totale Rosenborg  | Totale Rosenborg  | Totale Rosenborg  | 5          | 0          |                 | 2               | 0               |                    | 2                  | 0                  |            | 1          | 0          | 11     | 0      |
| ago.-dic. 2018    | Bodø/Glimt        | ES                | 4          | 0          | CN              | 0               | 0               | -                  | -                  | -                  | -          | -          | -          | 4      | 0      |
| 2019              | Bodø/Glimt        | ES                | 23         | 2          | CN              | 1               | 0               | -                  | -                  | -                  | -          | -          | -          | 24     | 2      |
| 2020              | Bodø/Glimt        | ES                | 10         | 1          | -               | -               | -               | UEL                | 2                  | 0                  | -          | -          | -          | 12     | 1      |
| 2021              | Bodø/Glimt        | ES                | 19         | 0          | CN              | 3               | 0               | UCL+UECL           | 1+12               | 0                  | -          | -          | -          | 35     | 0      |
| 2022              | Bodø/Glimt        | ES                | 4          | 0          | CN              | 1               | 0               | UEL+UECL           | 2+1                | 0                  | -          | -          | -          | 8      | 0      |
| 2023              | Bodø/Glimt        | ES                | 3          | 0          | CN              | 4               | 0               | UECL               | 1                  | 0                  | -          | -          | -          | 8      | 0      |
| Totale Bodø/Glimt | Totale Bodø/Glimt | Totale Bodø/Glimt | 128        | 8          |                 | 21              | 3               |                    | 19                 | 0                  |            | -          | -          | 168    | 11     |
| 2024              | Haugesund         | ES                | 21+2       | 2+0        | CN              | 0               | 0               | -                  | -                  | -                  | -          | -          | -          | 0      | 0      |
| gen.-lug. 2025    | Haugesund         | ES                | 16         | 0          | CN              | 1               | 0               | -                  | -                  | -                  | -          | -          | -          | 17     | 0      |
| Totale Haugesund  | Totale Haugesund  | Totale Haugesund  | 37+2       | 2+0        |                 | 1               | 0               |                    | -                  | -                  |            | -          | -          | 40     | 2      |
| ago.-dic. 2025    | Ranheim           | 1D                | 0          | 0          | CN              | -               | -               | -                  | -                  | -                  | -          | -          | -          | 0      | 0      |
| Totale            | Totale            | Totale            | 170+2      | 10+0       |                 | 27              | 3               |                    | 21                 | 0                  |            | 2          | 0          | 222    | 13     |

## Palmarès

### Club

#### Competizioni nazionali
- 1. divisjon: 1

Bodø/Glimt: 2013
- Campionato norvegese: 4

Rosenborg: 2017
Bodø/Glimt: 2020, 2021, 2023
- Supercoppa di Norvegia: 1

Rosenborg: 2018